# Port lotniczy Hihifo
Port lotniczy Hihifo (IATA: WLS, ICAO: NLWW) – port lotniczy położony w miejscowości Malaʻe, w dystrykcie Hihifo, na wyspie Uvea, w Wallis i Futuna, 5,6 km od Mata-Utu.